# Tour de Burgos féminin 2025
La 10e édition du Tour de Burgos féminin a lieu du 22 au 25 mai 2025 dans la province espagnole de Burgos. Elle fait partie de l'UCI World Tour.

## Équipes
| UCI Women's WorldTeams (13)- FDJ-Suez - Team SD Worx-Protime - Lidl-Trek - Canyon//SRAM zondacrypto - Liv AlUla Jayco - Movistar Team - UAE Team ADQ - Fenix-Deceuninck - AG Insurance-Soudal Team - Team Picnic PostNL - Human Powered Health - Uno-X Mobility - Roland UCI Women's ProTeams (5)- EF Education-Oatly - Laboral Kutxa-Fundación Euskadi - St Michel-Preference Home-Auber93 - Winspace Orange Seal - Arkéa-B&B Hotels Women Équipes féminines continentales (3)- Eneicat-CMTeam - Bepink-Imatra-Bongioanni - Top Girls Fassa Bortolo |
| |

## Parcours
La première étape commence à Burgos devant la cathédrale. Elle emmène le peloton au nord jusqu'à la haute vallée de l'Èbre à Merindad de Valdivielso, puis dans une courbe jusqu'à Poza de la Sal, où la ligne d'arrivée se trouve au sommet d'une côte. La deuxième étape, dans le sud de la province, est quasiment toute plate dans la vallée du Douro. La troisième étape se déroule à l'extrême nord de la province et se termine au Picón Blanco dans les monts Cantabriques. Les huit derniers kilomètres depuis Espinosa de los Monteros impliquent une montée d'environ 700 mètres. L'étape final est un court contre-la-montre individuel à Valle de Mena entre les districts de Villasana et Lezana.

## Étapes
| Étape     | Date   | Villes étapes                                   | type                        | Distance (km) | Vainqueur d'étape     | Leader du classement général |
| --------- | ------ | ----------------------------------------------- | --------------------------- | ------------- | --------------------- | ---------------------------- |
| 1re étape | 22 mai | Burgos – Poza de la Sal                         | étape vallonnée             | 125           | Lorena Wiebes         | Lorena Wiebes                |
| 2e étape  | 23 mai | Villalba de Duero – Roa                         | étape de plaine             | 122           | Mie Bjørndal Ottestad | Mie Bjørndal Ottestad        |
| 3e étape  | 24 mai | Valle de Valdebezana – Espinosa de los Monteros | étape de montagne           | 95            | Marlen Reusser        | Marlen Reusser               |
| 4e étape  | 25 mai | Villasana de Mena – Lezana de Mena              | contre-la-montre individuel | 9             | Marlen Reusser        | Marlen Reusser               |

## Déroulement de la course

### 1reétape
| \| Classement de l'étape \| Classement de l'étape \| Classement de l'étape \| Classement de l'étape \| Classement de l'étape \| \| Coureur \| Coureur \| Pays \| Équipe \| Temps \| \| --------------------- \| --------------------- \| --------------------- \| --------------------- \| --------------------- \| |         |      |        |       |
| |         |      |        |       |
| |         |      |        |       |
| Classement de l'étape |         |      |        |       |
| Coureur | Coureur | Pays | Équipe | Temps |

| \| Classement général \| Classement général \| Classement général \| Classement général \| Classement général \| \| Coureur \| Coureur \| Pays \| Équipe \| Temps \| \| ------------------ \| ------------------ \| ------------------ \| ------------------ \| ------------------ \| |         |      |        |       |
| |         |      |        |       |
| |         |      |        |       |
| Classement général |         |      |        |       |
| Coureur | Coureur | Pays | Équipe | Temps |

### 2eétape
| \| Classement de l'étape \| Classement de l'étape \| Classement de l'étape \| Classement de l'étape \| Classement de l'étape \| \| Coureur \| Coureur \| Pays \| Équipe \| Temps \| \| --------------------- \| --------------------- \| --------------------- \| --------------------- \| --------------------- \| |         |      |        |       |
| |         |      |        |       |
| |         |      |        |       |
| Classement de l'étape |         |      |        |       |
| Coureur | Coureur | Pays | Équipe | Temps |

| \| Classement général \| Classement général \| Classement général \| Classement général \| Classement général \| \| Coureur \| Coureur \| Pays \| Équipe \| Temps \| \| ------------------ \| ------------------ \| ------------------ \| ------------------ \| ------------------ \| |         |      |        |       |
| |         |      |        |       |
| |         |      |        |       |
| Classement général |         |      |        |       |
| Coureur | Coureur | Pays | Équipe | Temps |

### 3eétape
| \| Classement de l'étape \| Classement de l'étape \| Classement de l'étape \| Classement de l'étape \| Classement de l'étape \| \| Coureur \| Coureur \| Pays \| Équipe \| Temps \| \| --------------------- \| --------------------- \| --------------------- \| --------------------- \| --------------------- \| |         |      |        |       |
| |         |      |        |       |
| |         |      |        |       |
| Classement de l'étape |         |      |        |       |
| Coureur | Coureur | Pays | Équipe | Temps |

| \| Classement général \| Classement général \| Classement général \| Classement général \| Classement général \| \| Coureur \| Coureur \| Pays \| Équipe \| Temps \| \| ------------------ \| ------------------ \| ------------------ \| ------------------ \| ------------------ \| |         |      |        |       |
| |         |      |        |       |
| |         |      |        |       |
| Classement général |         |      |        |       |
| Coureur | Coureur | Pays | Équipe | Temps |

### 4eétape
| \| Classement de l'étape \| Classement de l'étape \| Classement de l'étape \| Classement de l'étape \| Classement de l'étape \| \| Coureur \| Coureur \| Pays \| Équipe \| Temps \| \| --------------------- \| --------------------- \| --------------------- \| --------------------- \| --------------------- \| |         |      |        |       |
| |         |      |        |       |
| |         |      |        |       |
| Classement de l'étape |         |      |        |       |
| Coureur | Coureur | Pays | Équipe | Temps |

## Classements finals

### Classement général final
| \| Classement général \| Classement général \| Classement général \| Classement général \| Classement général \| \| Coureuse \| Coureuse \| Pays \| Équipe \| Temps \| \| ------------------ \| ------------------------ \| ------------------ \| ---------------------------------- \| ------------------ \| \| 1re \| Marlen Reusser \| Suisse \| Movistar Team \| 9 h 25 min 40 s \| \| 2e \| Elisa Longo Borghini \| Italie \| UAE Team ADQ \| + 1 min 51 s \| \| 3e \| Yara Kastelijn \| Pays-Bas \| Fenix-Deceuninck \| + 1 min 58 s \| \| 4e \| Amanda Spratt \| Australie \| Lidl-Trek \| + 2 min 46 s \| \| 5e \| Juliette Labous \| France \| FDJ-Suez \| + 2 min 47 s \| \| 6e \| Elise Chabbey \| Suisse \| FDJ-Suez \| + 3 min 12 s \| \| 7e \| Mie Bjørndal Ottestad \| Norvège \| Uno-X Mobility \| + 3 min 14 s \| \| 8e \| Valentina Cavallar \| Autriche \| Arkéa-B&B Hotels Women \| + 3 min 27 s \| \| 9e \| Barbara Malcotti \| Italie \| Human Powered Health \| + 3 min 47 s \| \| 10e \| Katrine Aalerud \| Norvège \| Uno-X Mobility \| + 4 min 23 s \| \| 11e \| Lotte Kopecky \| Belgique \| SD Worx-Protime \| + 4 min 29 s \| \| 12e \| Mireia Benito \| Espagne \| AG Insurance-Soudal Team \| + 4 min 33 s \| \| 13e \| Ségolène Thomas \| France \| St Michel-Preference Home-Auber 93 \| + 5 min 20 s \| \| 14e \| Paula Patiño \| Colombie \| Movistar Team \| + 5 min 58 s \| \| 15e \| Agnieszka Skalniak-Sójka \| Pologne \| Canyon//SRAM zondacrypto \| + 6 min 25 s \| \| 16e \| Nienke Vinke \| Pays-Bas \| Team Picnic PostNL \| + 6 min 32 s \| \| 17e \| Silke Smulders \| Pays-Bas \| Liv AlUla Jayco \| + 7 min 11 s \| \| 18e \| Karolina Perekitko \| Pologne \| Winspace Orange Seal \| + 7 min 33 s \| \| 19e \| Lotte Claes \| Belgique \| Arkéa-B&B Hotels Women \| + 7 min 50 s \| \| 20e \| Célia Gery \| France \| FDJ-Suez \| + 8 min 22 s \| |                          |           |                                    |                 |
| |                          |           |                                    |                 |
| Source : ProCyclingStats |                          |           |                                    |                 |
| Classement général |                          |           |                                    |                 |
| Coureuse | Coureuse                 | Pays      | Équipe                             | Temps           |
| 1re | Marlen Reusser           | Suisse    | Movistar Team                      | 9 h 25 min 40 s |
| 2e | Elisa Longo Borghini     | Italie    | UAE Team ADQ                       | + 1 min 51 s    |
| 3e | Yara Kastelijn           | Pays-Bas  | Fenix-Deceuninck                   | + 1 min 58 s    |
| 4e | Amanda Spratt            | Australie | Lidl-Trek                          | + 2 min 46 s    |
| 5e | Juliette Labous          | France    | FDJ-Suez                           | + 2 min 47 s    |
| 6e | Elise Chabbey            | Suisse    | FDJ-Suez                           | + 3 min 12 s    |
| 7e | Mie Bjørndal Ottestad    | Norvège   | Uno-X Mobility                     | + 3 min 14 s    |
| 8e | Valentina Cavallar       | Autriche  | Arkéa-B&B Hotels Women             | + 3 min 27 s    |
| 9e | Barbara Malcotti         | Italie    | Human Powered Health               | + 3 min 47 s    |
| 10e | Katrine Aalerud          | Norvège   | Uno-X Mobility                     | + 4 min 23 s    |
| 11e | Lotte Kopecky            | Belgique  | SD Worx-Protime                    | + 4 min 29 s    |
| 12e | Mireia Benito            | Espagne   | AG Insurance-Soudal Team           | + 4 min 33 s    |
| 13e | Ségolène Thomas          | France    | St Michel-Preference Home-Auber 93 | + 5 min 20 s    |
| 14e | Paula Patiño             | Colombie  | Movistar Team                      | + 5 min 58 s    |
| 15e | Agnieszka Skalniak-Sójka | Pologne   | Canyon//SRAM zondacrypto           | + 6 min 25 s    |
| 16e | Nienke Vinke             | Pays-Bas  | Team Picnic PostNL                 | + 6 min 32 s    |
| 17e | Silke Smulders           | Pays-Bas  | Liv AlUla Jayco                    | + 7 min 11 s    |
| 18e | Karolina Perekitko       | Pologne   | Winspace Orange Seal               | + 7 min 33 s    |
| 19e | Lotte Claes              | Belgique  | Arkéa-B&B Hotels Women             | + 7 min 50 s    |
| 20e | Célia Gery               | France    | FDJ-Suez                           | + 8 min 22 s    |

### Classements annexes
| Classement par points | Classement par points | Classement par points | Classement par points | Classement par points |
| Coureuse              | Coureuse              | Pays                  | Équipe                | Points                |
| --------------------- | --------------------- | --------------------- | --------------------- | --------------------- |

| Classement par points | Classement par points | Classement par points | Classement par points | Classement par points |
| Coureuse              | Coureuse              | Pays                  | Équipe                | Points                |
| --------------------- | --------------------- | --------------------- | --------------------- | --------------------- |

| Classement de la montagne | Classement de la montagne | Classement de la montagne | Classement de la montagne | Classement de la montagne |
| Coureuse                  | Coureuse                  | Pays                      | Équipe                    | Points                    |
| ------------------------- | ------------------------- | ------------------------- | ------------------------- | ------------------------- |

| Classement de la montagne | Classement de la montagne | Classement de la montagne | Classement de la montagne | Classement de la montagne |
| Coureuse                  | Coureuse                  | Pays                      | Équipe                    | Points                    |
| ------------------------- | ------------------------- | ------------------------- | ------------------------- | ------------------------- |

| Classement du meilleur jeune | Classement du meilleur jeune | Classement du meilleur jeune | Classement du meilleur jeune | Classement du meilleur jeune |
| Coureuse                     | Coureuse                     | Pays                         | Équipe                       | Temps                        |
| ---------------------------- | ---------------------------- | ---------------------------- | ---------------------------- | ---------------------------- |

| Classement du meilleur jeune | Classement du meilleur jeune | Classement du meilleur jeune | Classement du meilleur jeune | Classement du meilleur jeune |
| Coureuse                     | Coureuse                     | Pays                         | Équipe                       | Temps                        |
| ---------------------------- | ---------------------------- | ---------------------------- | ---------------------------- | ---------------------------- |

| Classement par équipes | Classement par équipes | Classement par équipes | Classement par équipes |
| Équipe                 | Équipe                 | Pays                   | Temps                  |
| ---------------------- | ---------------------- | ---------------------- | ---------------------- |

| Classement par équipes | Classement par équipes | Classement par équipes | Classement par équipes |
| Équipe                 | Équipe                 | Pays                   | Temps                  |
| ---------------------- | ---------------------- | ---------------------- | ---------------------- |

## Évolution des classements
| Étape              |                             | Vainqueur _           | Classement général    | Classement par points | Meilleure grimpeuse | Meilleure jeune | Meilleure équipe _   |
| ------------------ | --------------------------- | --------------------- | --------------------- | --------------------- | ------------------- | --------------- | -------------------- |
| 1re étape          | étape vallonnée             | Lorena Wiebes         | Lorena Wiebes         | Lorena Wiebes         | Morgane Coston      | Linda Zanetti   | Team SD Worx-Protime |
| 2e étape           | étape de plaine             | Mie Bjørndal Ottestad | Mie Bjørndal Ottestad | Lorena Wiebes         | Morgane Coston      | Linda Zanetti   | Uno-X Mobility       |
| 3e étape           | étape de montagne           | Marlen Reusser        | Marlen Reusser        | Marlen Reusser        | Marlen Reusser      | Nienke Vinke    | FDJ-Suez             |
| 4e étape           | contre-la-montre individuel | Marlen Reusser        | Marlen Reusser        | Marlen Reusser        | Marlen Reusser      | Nienke Vinke    | FDJ-Suez             |
| Classements finals | Classements finals          |                       | Marlen Reusser        | Marlen Reusser        | Marlen Reusser      | Nienke Vinke    | FDJ-Suez             |

## Liste des participantes
| FDJ-Suez TFS | FDJ-Suez TFS                  | FDJ-Suez TFS |
| ------------ | ----------------------------- | ------------ |
| Num          | Coureuse                      | Pos          |
| 1            | Elise Chabbey (SUI)           | 6e           |
| 2            | Eugénie Duval (FRA)           | 66e          |
| 3            | Célia Gery (FRA)              | 20e          |
| 4            | Juliette Labous (FRA) (route) | 5e           |
| 5            | Alessia Vigilia (ITA)         | 73e          |
| 6            | Ally Wollaston (NZL)          | 40e          |

| SD Worx-Protime SDW | SD Worx-Protime SDW                   | SD Worx-Protime SDW |
| ------------------- | ------------------------------------- | ------------------- |
| Num                 | Coureuse                              | Pos                 |
| 11                  | Lotte Kopecky (BEL) (route et chrono) | 11e                 |
| 12                  | Barbara Guarischi (ITA)               | 90e                 |
| 13                  | Steffi Häberlin (SUI)                 | NP-4                |
| 14                  | Marie Schreiber (LUX) (route)         | 76e                 |
| 15                  | Femke Markus (NED)                    | 58e                 |
| 16                  | Lorena Wiebes (NED) (route)           | 42e                 |

| Lidl-Trek LTK | Lidl-Trek LTK           | Lidl-Trek LTK |
| ------------- | ----------------------- | ------------- |
| Num           | Coureuse                | Pos           |
| 21            | Elisa Balsamo (ITA)     | 36e           |
| 22            | Clara Copponi (FRA)     | 55e           |
| 23            | Lauretta Hanson (AUS)   | NP-3          |
| 24            | Gaia Realini (ITA)      | NP-1          |
| 25            | Ilaria Sanguineti (ITA) | 103e          |
| 26            | Amanda Spratt (AUS)     | 4e            |

| Canyon//SRAM zondacrypto CSZ | Canyon//SRAM zondacrypto CSZ   | Canyon//SRAM zondacrypto CSZ |
| ---------------------------- | ------------------------------ | ---------------------------- |
| Num                          | Coureuse                       | Pos                          |
| 31                           | Ricarda Bauernfeind (GER)      | NP-2                         |
| 32                           | Zoe Bäckstedt (GBR)            | 67e                          |
| 33                           | Antonia Niedermaier (GER)      | NP-3                         |
| 34                           | Anastasiya Kolesava (BLR)      | 43e                          |
| 35                           | Chiara Consonni (ITA)          | 69e                          |
| 36                           | Agnieszka Skalniak-Sójka (POL) | 15e                          |

| Liv AlUla Jayco LIV | Liv AlUla Jayco LIV       | Liv AlUla Jayco LIV |
| ------------------- | ------------------------- | ------------------- |
| Num                 | Coureuse                  | Pos                 |
| 41                  | Amber Pate (AUS)          | 45e                 |
| 42                  | Amber van der Hulst (NED) | 101e                |
| 44                  | Ella Wyllie (NZL)         | 27e                 |
| 45                  | Ruby Roseman-Gannon (AUS) | AB-3                |
| 46                  | Silke Smulders (NED)      | 17e                 |

| Movistar Team MOV | Movistar Team MOV         | Movistar Team MOV |
| ----------------- | ------------------------- | ----------------- |
| Num               | Coureuse                  | Pos               |
| 51                | Aude Biannic (FRA)        | 70e               |
| 52                | Jelena Erić (SRB) (route) | 68e               |
| 53                | Sara Martín (ESP)         | 51e               |
| 54                | Paula Patiño (COL)        | 14e               |
| 55                | Marlen Reusser (SUI)      | 1re               |
| 56                | Floortje Mackaij (NED)    | 71e               |

| UAE Team ADQ UAD | UAE Team ADQ UAD                   | UAE Team ADQ UAD |
| ---------------- | ---------------------------------- | ---------------- |
| Num              | Coureuse                           | Pos              |
| 61               | Elisa Longo Borghini (ITA) (route) | 2e               |
| 62               | Elynor Bäckstedt (GBR)             | 86e              |
| 63               | Paula Blasi (ESP)                  | 29e              |
| 64               | Brodie Chapman (AUS) (chrono)      | 32e              |
| 65               | Greta Marturano (ITA)              | 24e              |
| 66               | Silvia Persico (ITA)               | 21e              |

| Fenix-Deceuninck FDC | Fenix-Deceuninck FDC             | Fenix-Deceuninck FDC |
| -------------------- | -------------------------------- | -------------------- |
| Num                  | Coureuse                         | Pos                  |
| 71                   | Yara Kastelijn (NED)             | 3e                   |
| 72                   | Millie Couzens (GBR)             | 57e                  |
| 73                   | Inge van der Heijden (NED)       | 39e                  |
| 74                   | Ceylin del Carmen Alvarado (NED) | 22e                  |
| 75                   | Aniek van Alphen (NED)           | 75e                  |
| 76                   | Annemarie Worst (NED)            | 41e                  |

| AG Insurance-Soudal Team AGS | AG Insurance-Soudal Team AGS | AG Insurance-Soudal Team AGS |
| ---------------------------- | ---------------------------- | ---------------------------- |
| Num                          | Coureuse                     | Pos                          |
| 81                           | Ilse Pluimers (NED)          | 52e                          |
| 82                           | Anya Louw (AUS)              | NP-2                         |
| 83                           | Alexandra Manly (AUS)        | 61e                          |
| 84                           | Mireia Benito (ESP) (chrono) | 12e                          |
| 85                           | Julie Van de Velde (BEL)     | NP-4                         |
| 86                           | Gladys Verhulst (FRA)        | 85e                          |

| Team Picnic PostNL TPP | Team Picnic PostNL TPP        | Team Picnic PostNL TPP |
| ---------------------- | ----------------------------- | ---------------------- |
| Num                    | Coureuse                      | Pos                    |
| 91                     | Franziska Koch (GER) (route)  | 34e                    |
| 92                     | Juliana Londoño (COL) (route) | 74e                    |
| 93                     | Esmée Peperkamp (NED)         | 49e                    |
| 94                     | Ella Heremans (BEL)           | 96e                    |
| 95                     | Becky Storrie (GBR)           | AB-3                   |
| 96                     | Nienke Vinke (NED)            | 16e                    |

| Human Powered Health HPH | Human Powered Health HPH    | Human Powered Health HPH |
| ------------------------ | --------------------------- | ------------------------ |
| Num                      | Coureuse                    | Pos                      |
| 101                      | Yurani Blanco (ESP)         | NP-2                     |
| 102                      | Ruth Edwards (USA)          | NP-2                     |
| 103                      | Barbara Malcotti (ITA)      | 9e                       |
| 104                      | Kathrin Schweinberger (AUT) | 88e                      |
| 105                      | Lily Williams (USA)         | 65e                      |
| 106                      | Silvia Zanardi (ITA)        | 53e                      |

| Uno-X Mobility UXM | Uno-X Mobility UXM                  | Uno-X Mobility UXM |
| ------------------ | ----------------------------------- | ------------------ |
| Num                | Coureuse                            | Pos                |
| 111                | Katrine Aalerud (NOR) (chrono)      | 10e                |
| 112                | Linda Zanetti (SUI)                 | 44e                |
| 113                | Maria Giulia Confalonieri (ITA)     | 59e                |
| 114                | Mie Bjørndal Ottestad (NOR) (route) | 7e                 |
| 115                | Teuntje Beekhuis (NED)              | 62e                |
| 116                | Rebecca Koerner (DEN) (route)       | 100e               |

| Roland CGS | Roland CGS            | Roland CGS |
| ---------- | --------------------- | ---------- |
| Num        | Coureuse              | Pos        |
| 121        | Petra Stiasny (SUI)   | 25e        |
| 122        | Tamara Dronova (RUS)  | 26e        |
| 124        | Morgane Coston (FRA)  | NP-4       |
| 125        | Sylvie Swinkels (NED) | 91e        |
| 126        | Mia Griffin (IRL)     | 87e        |

| EF Education-Oatly EFC | EF Education-Oatly EFC             | EF Education-Oatly EFC |
| ---------------------- | ---------------------------------- | ---------------------- |
| Num                    | Coureuse                           | Pos                    |
| 131                    | Veronica Ewers (USA)               | 94e                    |
| 132                    | Alison Jackson (CAN)               | 54e                    |
| 133                    | Nina Berton (LUX)                  | 50e                    |
| 134                    | Kim Cadzow (NZL) (route et chrono) | AB-3                   |
| 135                    | Mirre Knaven (NED)                 | 78e                    |
| 136                    | Alexandra Volstad (CAN)            | 93e                    |

| Laboral Kutxa-Fundación Euskadi LKF | Laboral Kutxa-Fundación Euskadi LKF   | Laboral Kutxa-Fundación Euskadi LKF |
| ----------------------------------- | ------------------------------------- | ----------------------------------- |
| Num                                 | Coureuse                              | Pos                                 |
| 141                                 | Laura Tomasi (ITA)                    | 79e                                 |
| 142                                 | Debora Silvestri (ITA)                | AB-1                                |
| 143                                 | Alice Maria Arzuffi (ITA)             | 35e                                 |
| 144                                 | Alba Teruel (ESP)                     | 63e                                 |
| 145                                 | Idoia Eraso (ESP)                     | 46e                                 |
| 146                                 | Catalina Soto (CHI) (route et chrono) | 56e                                 |

| St Michel-Preference Home-Auber 93 AUB | St Michel-Preference Home-Auber 93 AUB | St Michel-Preference Home-Auber 93 AUB |
| -------------------------------------- | -------------------------------------- | -------------------------------------- |
| Num                                    | Coureuse                               | Pos                                    |
| 151                                    | Alicia González (ESP)                  | 64e                                    |
| 152                                    | Alison Avoine (FRA)                    | 89e                                    |
| 153                                    | Elyne Roussel (FRA)                    | 83e                                    |
| 154                                    | Lucie Fityus (AUS)                     | 80e                                    |
| 155                                    | Ségolène Thomas (FRA)                  | 13e                                    |
| 156                                    | Emily Watts (AUS)                      | 92e                                    |

| Winspace Orange Seal WOS | Winspace Orange Seal WOS             | Winspace Orange Seal WOS |
| ------------------------ | ------------------------------------ | ------------------------ |
| Num                      | Coureuse                             | Pos                      |
| 161                      | Marine Allione (FRA)                 | 48e                      |
| 162                      | Fiona Mangan (IRL) (route et chrono) | 47e                      |
| 163                      | Kiara Lylyk (CAN)                    | 77e                      |
| 164                      | Aurela Nerlo (POL)                   | 31e                      |
| 165                      | Karolina Perekitko (POL)             | 18e                      |
| 166                      | Constance Valentin (FRA)             | 23e                      |

| Arkéa-B&B Hotels Women ARK | Arkéa-B&B Hotels Women ARK | Arkéa-B&B Hotels Women ARK |
| -------------------------- | -------------------------- | -------------------------- |
| Num                        | Coureuse                   | Pos                        |
| 171                        | Valentina Cavallar (AUT)   | 8e                         |
| 172                        | Lotte Claes (BEL)          | 19e                        |
| 173                        | Michaela Drummond (NZL)    | 84e                        |
| 174                        | Amandine Fouquenet (FRA)   | 98e                        |
| 175                        | Océane Mahé (FRA)          | AB-3                       |
| 176                        | Clémence Latimier (FRA)    | 30e                        |

| Eneicat-CMTeam EIC | Eneicat-CMTeam EIC          | Eneicat-CMTeam EIC |
| ------------------ | --------------------------- | ------------------ |
| Num                | Coureuse                    | Pos                |
| 181                | Angie Mariana Londoño (COL) | 37e                |
| 182                | Claudia San Justo (ESP)     | 104e               |
| 183                | Ainara Albert (ESP)         | 95e                |
| 184                | Ariana Gilabert (ESP)       | 72e                |
| 185                | Andrea Alzate (COL)         | AB-3               |
| 186                | Valentina Basilico (ITA)    | 82e                |

| Bepink-Imatra-Bongioanni RKD | Bepink-Imatra-Bongioanni RKD | Bepink-Imatra-Bongioanni RKD |
| ---------------------------- | ---------------------------- | ---------------------------- |
| Num                          | Coureuse                     | Pos                          |
| 191                          | Maho Kakita (JPN)            | 105e                         |
| 192                          | Gaia Segato (ITA)            | 33e                          |
| 193                          | Linda Ferrari (ITA)          | 99e                          |
| 195                          | Irene Cagnazzo (ITA)         | 102e                         |
| 196                          | Aileen Schweikart (GER)      | 38e                          |

| Top Girls Fassa Bortolo TOP | Top Girls Fassa Bortolo TOP | Top Girls Fassa Bortolo TOP |
| --------------------------- | --------------------------- | --------------------------- |
| Num                         | Coureuse                    | Pos                         |
| 201                         | Virginia Bortoli (ITA)      | 97e                         |
| 202                         | Monica Castagna (ITA)       | 60e                         |
| 203                         | Alessia Foligno (ITA)       | 106e                        |
| 204                         | Sara Luccon (ITA)           | HD-1                        |
| 205                         | Marta Pavesi (ITA)          | 81e                         |
| 206                         | Chiara Reghini (ITA)        | 28e                         |

| FDJ-Suez TFS | FDJ-Suez TFS                  | FDJ-Suez TFS |
| ------------ | ----------------------------- | ------------ |
| Num          | Coureuse                      | Pos          |
| 1            | Elise Chabbey (SUI)           | 6e           |
| 2            | Eugénie Duval (FRA)           | 66e          |
| 3            | Célia Gery (FRA)              | 20e          |
| 4            | Juliette Labous (FRA) (route) | 5e           |
| 5            | Alessia Vigilia (ITA)         | 73e          |
| 6            | Ally Wollaston (NZL)          | 40e          |

| SD Worx-Protime SDW | SD Worx-Protime SDW                   | SD Worx-Protime SDW |
| ------------------- | ------------------------------------- | ------------------- |
| Num                 | Coureuse                              | Pos                 |
| 11                  | Lotte Kopecky (BEL) (route et chrono) | 11e                 |
| 12                  | Barbara Guarischi (ITA)               | 90e                 |
| 13                  | Steffi Häberlin (SUI)                 | NP-4                |
| 14                  | Marie Schreiber (LUX) (route)         | 76e                 |
| 15                  | Femke Markus (NED)                    | 58e                 |
| 16                  | Lorena Wiebes (NED) (route)           | 42e                 |

| Lidl-Trek LTK | Lidl-Trek LTK           | Lidl-Trek LTK |
| ------------- | ----------------------- | ------------- |
| Num           | Coureuse                | Pos           |
| 21            | Elisa Balsamo (ITA)     | 36e           |
| 22            | Clara Copponi (FRA)     | 55e           |
| 23            | Lauretta Hanson (AUS)   | NP-3          |
| 24            | Gaia Realini (ITA)      | NP-1          |
| 25            | Ilaria Sanguineti (ITA) | 103e          |
| 26            | Amanda Spratt (AUS)     | 4e            |

| Canyon//SRAM zondacrypto CSZ | Canyon//SRAM zondacrypto CSZ   | Canyon//SRAM zondacrypto CSZ |
| ---------------------------- | ------------------------------ | ---------------------------- |
| Num                          | Coureuse                       | Pos                          |
| 31                           | Ricarda Bauernfeind (GER)      | NP-2                         |
| 32                           | Zoe Bäckstedt (GBR)            | 67e                          |
| 33                           | Antonia Niedermaier (GER)      | NP-3                         |
| 34                           | Anastasiya Kolesava (BLR)      | 43e                          |
| 35                           | Chiara Consonni (ITA)          | 69e                          |
| 36                           | Agnieszka Skalniak-Sójka (POL) | 15e                          |

| Liv AlUla Jayco LIV | Liv AlUla Jayco LIV       | Liv AlUla Jayco LIV |
| ------------------- | ------------------------- | ------------------- |
| Num                 | Coureuse                  | Pos                 |
| 41                  | Amber Pate (AUS)          | 45e                 |
| 42                  | Amber van der Hulst (NED) | 101e                |
| 44                  | Ella Wyllie (NZL)         | 27e                 |
| 45                  | Ruby Roseman-Gannon (AUS) | AB-3                |
| 46                  | Silke Smulders (NED)      | 17e                 |

| Movistar Team MOV | Movistar Team MOV         | Movistar Team MOV |
| ----------------- | ------------------------- | ----------------- |
| Num               | Coureuse                  | Pos               |
| 51                | Aude Biannic (FRA)        | 70e               |
| 52                | Jelena Erić (SRB) (route) | 68e               |
| 53                | Sara Martín (ESP)         | 51e               |
| 54                | Paula Patiño (COL)        | 14e               |
| 55                | Marlen Reusser (SUI)      | 1re               |
| 56                | Floortje Mackaij (NED)    | 71e               |

| UAE Team ADQ UAD | UAE Team ADQ UAD                   | UAE Team ADQ UAD |
| ---------------- | ---------------------------------- | ---------------- |
| Num              | Coureuse                           | Pos              |
| 61               | Elisa Longo Borghini (ITA) (route) | 2e               |
| 62               | Elynor Bäckstedt (GBR)             | 86e              |
| 63               | Paula Blasi (ESP)                  | 29e              |
| 64               | Brodie Chapman (AUS) (chrono)      | 32e              |
| 65               | Greta Marturano (ITA)              | 24e              |
| 66               | Silvia Persico (ITA)               | 21e              |

| Fenix-Deceuninck FDC | Fenix-Deceuninck FDC             | Fenix-Deceuninck FDC |
| -------------------- | -------------------------------- | -------------------- |
| Num                  | Coureuse                         | Pos                  |
| 71                   | Yara Kastelijn (NED)             | 3e                   |
| 72                   | Millie Couzens (GBR)             | 57e                  |
| 73                   | Inge van der Heijden (NED)       | 39e                  |
| 74                   | Ceylin del Carmen Alvarado (NED) | 22e                  |
| 75                   | Aniek van Alphen (NED)           | 75e                  |
| 76                   | Annemarie Worst (NED)            | 41e                  |

| AG Insurance-Soudal Team AGS | AG Insurance-Soudal Team AGS | AG Insurance-Soudal Team AGS |
| ---------------------------- | ---------------------------- | ---------------------------- |
| Num                          | Coureuse                     | Pos                          |
| 81                           | Ilse Pluimers (NED)          | 52e                          |
| 82                           | Anya Louw (AUS)              | NP-2                         |
| 83                           | Alexandra Manly (AUS)        | 61e                          |
| 84                           | Mireia Benito (ESP) (chrono) | 12e                          |
| 85                           | Julie Van de Velde (BEL)     | NP-4                         |
| 86                           | Gladys Verhulst (FRA)        | 85e                          |

| Team Picnic PostNL TPP | Team Picnic PostNL TPP        | Team Picnic PostNL TPP |
| ---------------------- | ----------------------------- | ---------------------- |
| Num                    | Coureuse                      | Pos                    |
| 91                     | Franziska Koch (GER) (route)  | 34e                    |
| 92                     | Juliana Londoño (COL) (route) | 74e                    |
| 93                     | Esmée Peperkamp (NED)         | 49e                    |
| 94                     | Ella Heremans (BEL)           | 96e                    |
| 95                     | Becky Storrie (GBR)           | AB-3                   |
| 96                     | Nienke Vinke (NED)            | 16e                    |

| Human Powered Health HPH | Human Powered Health HPH    | Human Powered Health HPH |
| ------------------------ | --------------------------- | ------------------------ |
| Num                      | Coureuse                    | Pos                      |
| 101                      | Yurani Blanco (ESP)         | NP-2                     |
| 102                      | Ruth Edwards (USA)          | NP-2                     |
| 103                      | Barbara Malcotti (ITA)      | 9e                       |
| 104                      | Kathrin Schweinberger (AUT) | 88e                      |
| 105                      | Lily Williams (USA)         | 65e                      |
| 106                      | Silvia Zanardi (ITA)        | 53e                      |

| Uno-X Mobility UXM | Uno-X Mobility UXM                  | Uno-X Mobility UXM |
| ------------------ | ----------------------------------- | ------------------ |
| Num                | Coureuse                            | Pos                |
| 111                | Katrine Aalerud (NOR) (chrono)      | 10e                |
| 112                | Linda Zanetti (SUI)                 | 44e                |
| 113                | Maria Giulia Confalonieri (ITA)     | 59e                |
| 114                | Mie Bjørndal Ottestad (NOR) (route) | 7e                 |
| 115                | Teuntje Beekhuis (NED)              | 62e                |
| 116                | Rebecca Koerner (DEN) (route)       | 100e               |

| Roland CGS | Roland CGS            | Roland CGS |
| ---------- | --------------------- | ---------- |
| Num        | Coureuse              | Pos        |
| 121        | Petra Stiasny (SUI)   | 25e        |
| 122        | Tamara Dronova (RUS)  | 26e        |
| 124        | Morgane Coston (FRA)  | NP-4       |
| 125        | Sylvie Swinkels (NED) | 91e        |
| 126        | Mia Griffin (IRL)     | 87e        |

| EF Education-Oatly EFC | EF Education-Oatly EFC             | EF Education-Oatly EFC |
| ---------------------- | ---------------------------------- | ---------------------- |
| Num                    | Coureuse                           | Pos                    |
| 131                    | Veronica Ewers (USA)               | 94e                    |
| 132                    | Alison Jackson (CAN)               | 54e                    |
| 133                    | Nina Berton (LUX)                  | 50e                    |
| 134                    | Kim Cadzow (NZL) (route et chrono) | AB-3                   |
| 135                    | Mirre Knaven (NED)                 | 78e                    |
| 136                    | Alexandra Volstad (CAN)            | 93e                    |

| Laboral Kutxa-Fundación Euskadi LKF | Laboral Kutxa-Fundación Euskadi LKF   | Laboral Kutxa-Fundación Euskadi LKF |
| ----------------------------------- | ------------------------------------- | ----------------------------------- |
| Num                                 | Coureuse                              | Pos                                 |
| 141                                 | Laura Tomasi (ITA)                    | 79e                                 |
| 142                                 | Debora Silvestri (ITA)                | AB-1                                |
| 143                                 | Alice Maria Arzuffi (ITA)             | 35e                                 |
| 144                                 | Alba Teruel (ESP)                     | 63e                                 |
| 145                                 | Idoia Eraso (ESP)                     | 46e                                 |
| 146                                 | Catalina Soto (CHI) (route et chrono) | 56e                                 |

| St Michel-Preference Home-Auber 93 AUB | St Michel-Preference Home-Auber 93 AUB | St Michel-Preference Home-Auber 93 AUB |
| -------------------------------------- | -------------------------------------- | -------------------------------------- |
| Num                                    | Coureuse                               | Pos                                    |
| 151                                    | Alicia González (ESP)                  | 64e                                    |
| 152                                    | Alison Avoine (FRA)                    | 89e                                    |
| 153                                    | Elyne Roussel (FRA)                    | 83e                                    |
| 154                                    | Lucie Fityus (AUS)                     | 80e                                    |
| 155                                    | Ségolène Thomas (FRA)                  | 13e                                    |
| 156                                    | Emily Watts (AUS)                      | 92e                                    |

| Winspace Orange Seal WOS | Winspace Orange Seal WOS             | Winspace Orange Seal WOS |
| ------------------------ | ------------------------------------ | ------------------------ |
| Num                      | Coureuse                             | Pos                      |
| 161                      | Marine Allione (FRA)                 | 48e                      |
| 162                      | Fiona Mangan (IRL) (route et chrono) | 47e                      |
| 163                      | Kiara Lylyk (CAN)                    | 77e                      |
| 164                      | Aurela Nerlo (POL)                   | 31e                      |
| 165                      | Karolina Perekitko (POL)             | 18e                      |
| 166                      | Constance Valentin (FRA)             | 23e                      |

| Arkéa-B&B Hotels Women ARK | Arkéa-B&B Hotels Women ARK | Arkéa-B&B Hotels Women ARK |
| -------------------------- | -------------------------- | -------------------------- |
| Num                        | Coureuse                   | Pos                        |
| 171                        | Valentina Cavallar (AUT)   | 8e                         |
| 172                        | Lotte Claes (BEL)          | 19e                        |
| 173                        | Michaela Drummond (NZL)    | 84e                        |
| 174                        | Amandine Fouquenet (FRA)   | 98e                        |
| 175                        | Océane Mahé (FRA)          | AB-3                       |
| 176                        | Clémence Latimier (FRA)    | 30e                        |

| Eneicat-CMTeam EIC | Eneicat-CMTeam EIC          | Eneicat-CMTeam EIC |
| ------------------ | --------------------------- | ------------------ |
| Num                | Coureuse                    | Pos                |
| 181                | Angie Mariana Londoño (COL) | 37e                |
| 182                | Claudia San Justo (ESP)     | 104e               |
| 183                | Ainara Albert (ESP)         | 95e                |
| 184                | Ariana Gilabert (ESP)       | 72e                |
| 185                | Andrea Alzate (COL)         | AB-3               |
| 186                | Valentina Basilico (ITA)    | 82e                |

| Bepink-Imatra-Bongioanni RKD | Bepink-Imatra-Bongioanni RKD | Bepink-Imatra-Bongioanni RKD |
| ---------------------------- | ---------------------------- | ---------------------------- |
| Num                          | Coureuse                     | Pos                          |
| 191                          | Maho Kakita (JPN)            | 105e                         |
| 192                          | Gaia Segato (ITA)            | 33e                          |
| 193                          | Linda Ferrari (ITA)          | 99e                          |
| 195                          | Irene Cagnazzo (ITA)         | 102e                         |
| 196                          | Aileen Schweikart (GER)      | 38e                          |

| Top Girls Fassa Bortolo TOP | Top Girls Fassa Bortolo TOP | Top Girls Fassa Bortolo TOP |
| --------------------------- | --------------------------- | --------------------------- |
| Num                         | Coureuse                    | Pos                         |
| 201                         | Virginia Bortoli (ITA)      | 97e                         |
| 202                         | Monica Castagna (ITA)       | 60e                         |
| 203                         | Alessia Foligno (ITA)       | 106e                        |
| 204                         | Sara Luccon (ITA)           | HD-1                        |
| 205                         | Marta Pavesi (ITA)          | 81e                         |
| 206                         | Chiara Reghini (ITA)        | 28e                         |